# 塞氏長鮊
塞氏長鮊（學名：Longiculter siahi）为輻鰭魚綱鯉形目鯝科長鮊属的其中一種。該物種是由美國魚類學家亨利·威德·福勒 (Henry Weed Fowler) 根據1937年從泰國中部採集的兩個標本描述的。1985年，柬埔寨和寮國南部曾有發現該物種的報告，但其身分尚未被證實，分布於亞洲泰國湄南河流域，體長可達20公分，棲息在中底層水域，生活習性不明，可做為食用魚。

## 外部連結
- 塞氏長鮊的圖片 （页面存档备份，存于）

1. ↑  Kottelat, M. . The IUCN Red List of Threatened Species. 2012: e.T181327A1722366  [24 January 2025]. doi:10.2305/IUCN.UK.2012-1.RLTS.T181327A1722366.en .